# Stereolithic
Stereolithic, estilizado como STER30L1TH1C, es el undécimo álbum de estudio de la banda estadounidense de rock alternativo, 311, que fue publicado el 11 de marzo de 2014 por 311 Records. Fue grabado entre agosto y noviembre de 2013 en los estudios The Hive en North Hollywood, Los Ángeles, California.
Es el primer lanzamiento de un álbum de estudio totalmente independiente de la banda desde Unity de 1991. Stereolithic es también el primer álbum de 311 desde Soundsystem (1999) producido por Scotch Ralston, lo que lo convierte en su primer álbum desde Don't Tread on Me (2005) que no es producido por Bob Rock.

## Lanzamiento
Cuando se le preguntó por qué la banda dejaba los principales sellos discográficos de la industria de la música, el líder de la banda, Nick Hexum, dijo que «el sistema de sellos discográficos está corrupto; son tan incompetentes con su capacidad de aportar valor a la mesa. Es solo una estafa». Después de declararse como artista independiente, 311 se reunió con el productor de Transistor y Soundsystem, Scott "Scotch" Ralston, para producir este Stereolithic. «Le pedimos que volviera y nos hiciera sonar, y realmente mejoró nuestro sonido en vivo», explica Hexum. »Los fanáticos notaron eso. Porque él hizo Transistor, que es una especie de nuestro álbum favorito y el más querido de los fanáticos porque es muy ecléctico y todo eso, hubo mucho entusiasmo por parte de los fanáticos sobre ese tipo de creatividad que regresa con él, así que empezamos a hablar de nuevas canciones y él tenía tantas ideas y tanto entusiasmo que era como una apisonadora de emoción. Así que tuvimos que decir que sí a que él nos produjera. Resultó ser una gran decisión».
La banda generó suspenso para el lanzamiento del álbum a través de Twitter, preestableciendo la fecha de lanzamiento para el 11 de marzo de 2014, con más de 200 días de anticipación. Durante el proceso de composición, P-Nut informó a Hear Magazine que el nuevo álbum tenía «temas más oscuros, incluso en las letras». Para explicarlo, dijo: «Creo que incluso más personas se identificarán con este álbum. Lo positivo es difícil de tragar para mucha gente, por la razón que sea. Eso es lo que somos, pero no sé, es agradable. Admito que el mundo en el que vivimos es bastante difícil para algunas personas. Es una fuente inagotable de inspiración y frustración, así que, ¿por qué no hacer música con eso? Siempre he pensado que, al menos en forma de demostración, nuestra música es más oscura que la filosofía detrás de las letras que pueden terminar en el producto final. Creo que mi trabajo en la sala cuando estamos escribiendo es ayudar a dar forma a eso».
Con algunas entrevistas adicionales, los fanáticos recibieron algunas descripciones del nuevo e innovador sonido en el que estaba trabajando la banda. «Hay muchos riffs de rock geniales y Chad sigue mencionando que quiere que sea bailable, así que eso es lo que busca en sus partes de batería», dijo Hexum en una entrevista con Fuse. «Hay muchas armonías y más rap que en el disco anterior porque eso es lo que pedían los riffs. Definitivamente también hay algunos momentos de sonido retro».
El mismo artículo también describía guitarras de arpegio de barrido dual «locas y épicas» que llevaron el experimentalismo de la banda a un nivel completamente nuevo. Hexum también le dijo a revista Billboard que «Hay un montón de riffs y cosas realmente buenas de alta energía que van a ser geniales para un escenario en vivo. Creo que hay una buena diversidad de tempos, sensaciones y arreglos, mucha guitarra distorsionada y grandes partes de rock, pero luego hay algunos momentos alucinantes y relajantes, e incluso algo de rock duro, como pistas duales que algunos podrían decir que podrían sonar como un viejo rock clásico».

## Promoción
Por primera vez, la banda utilizó un sitio web de promoción no solo para vender el álbum, sino también para ofrecer productos especiales. A través de PledgeMusic, 311 puso a disposición el pedido anticipado el 13 de enero. Aquellos que se comprometieron a comprar cualquier combinación de CD, vinilo y pósteres (algunos autografiados), participaron en un sorteo para ganar una variedad de premios que incluían: boletos para conciertos, pases para backstage, pases fotográficos para los medios, púas de guitarra personalizadas de Nick y Tim, un par de baquetas Vater personalizadas utilizadas por Chad Sexton durante la grabación, cuerdas de bajo GHS utilizadas por P-Nut durante la grabación, un parche de batería autografiado por la banda, letras escritas a mano por Nick y SA de una canción elegida por el ganador, una llamada de Skype en vivo de P-Nut y, como gran premio, una guitarra Paul Reed Smith SE autografiada por Tim Mahoney.
El primer sencillo de Stereolithic, «Five of Everything», fue lanzado el 4 de febrero de 2014. Con respecto a la canción, Hexum declaró: «Es innovadora, interesante y genial, así que estoy emocionado de que el mundo la escuche». El 19 de febrero, se estrenó un vídeo musical de la canción en Yahoo! Music.

## Recepción
Stereolithic ha recibido críticas mixtas de la prensa. Allen Raible en ABC News lo describió como quizás su mejor álbum desde su álbum homónimo, 311, afirmando que «a pesar de algunos pequeños pasos en falso, Stereolithic se erige como un recordatorio de lo que 311 hizo en su mejor momento».
Matt Collar de AllMusic describió el álbum como «un álbum maduro y sofisticado que ha hecho que el grupo sea más digno de nuestro tiempo que nunca». Patrick Flanary de Glide Magazine declaró: «Gran parte del álbum es una familiaridad aburrida, un recauchado plagado de estructuras de canciones esperadas, efectos indulgentes y charlas tontas de estudio», aunque elogió canciones como «Showdown», «Simple True» y «Tranquility».
Omaha World-Herald afirmó que «el disco también sufre de una mala mezcla que minimiza las fuertes habilidades musicales de la banda para resaltar las voces y hacer que esta banda de rock suene como un proyecto pop», también notando que hay mucho para disfrutar.
Para PopMatters, Kevin Catchpole analizó los temas más oscuros del álbum y dijo: «En un giro que se espera de una banda como 311, enfocan sus letras en temas de confusión e incertidumbre, mezclados con la lucha por superar. Incluso logran un sonido algo forzado. combinación de oda a tiempos más simples + diatriba contra el cambio climático. Este y otros giros a la izquierda pueden parecer un poco discordantes, pero son solo un puñado de fallas en un álbum que, por lo demás, está bien hecho de principio a fin».

## Lista de canciones
| CD - Versión estándar |                               |                                                                                 |                                |          |  |
| N.º                   | Título                        | Letras                                                                          | Voz principal                  | Duración |  |
| 1.                    | «Ebb and Flow»                | Nick Hexum, Doug "SA" Martinez, Scott Ralston, Chad Sexton, Aaron "P-Nut" Wills | Nick Hexum, Doug "SA" Martinez | 3:24     |  |
| 2.                    | «Five of Everything»          | Hexum, Martinez, Ralston                                                        | Hexum, Martinez                | 3:51     |  |
| 3.                    | «Showdown»                    | Hexum, Martinez, Ralston                                                        | Hexum, Martinez                | 3:48     |  |
| 4.                    | «Revelation of the Year»      | Hexum, Tim Mahoney, Martinez, Ralston                                           | Hexum, Martinez                | 4:11     |  |
| 5.                    | «Sand Dollars»                | Hexum, Ralston                                                                  | Hexum                          | 3:19     |  |
| 6.                    | «Boom Shanka»                 | Hexum, Martinez, Ralston, Wills                                                 | Hexum, Martinez                | 3:05     |  |
| 7.                    | «Make It Rough»               | Hexum, Martinez                                                                 | Hexum, Martinez                | 3:22     |  |
| 8.                    | «The Great Divide»            | Hexum, Mahoney, Martinez, Ralston, Sexton, Wills                                | Hexum, Martinez                | 4:05     |  |
| 9.                    | «Friday Afternoon»            | Hexum, Gabe Isaac                                                               | Hexum                          | 4:12     |  |
| 10.                   | «Simple True»                 | Hexum, Martinez, Ralston, Wills                                                 | Hexum, Martinez                | 4:12     |  |
| 11.                   | «First Dimension»             | Hexum, Martinez, Ralston, Sexton, Wills                                         | Hexum, Martinez                | 3:22     |  |
| 12.                   | «Made in the Shade»           | Hexum, Ralston, Sexton, Wills                                                   | Hexum                          | 3:23     |  |
| 13.                   | «Existential Hero»            | Hexum, Martinez, Ralston, Sexton, Wills                                         | Hexum, Martinez                | 4:00     |  |
| 14.                   | «The Call»                    | Hexum, Martinez, Tim Pagnotta, Ralston                                          | Hexum, Martinez                | 3:27     |  |
| 15.                   | «Tranquility»                 | Hexum                                                                           | Hexum                          | 3:48     |  |
| 16.                   | «Hidden Track» (Instrumental) |                                                                                 |                                | 2:31     |  |
| 58:00                 |                               |                                                                                 |                                |          |  |

| Edición especial limitada - 311 Day Edition (Vendido previo al 311 Day 2014 en New Orleans) |                                             |         |                 |          |  |
| N.º                                                                                         | Título                                      | Letras  | Voz principal   | Duración |  |
| 16.                                                                                         | «Vape'n Away» (Instrumental)                | Mahoney |                 | 4:54     |  |
| 17.                                                                                         | «Boom Shanky Transmission» (Ralston Remix)  |         | Hexum, Martinez | 2:31     |  |
| 18.                                                                                         | «Sand Dollars» (Skins Remix)                |         | Hexum           | 3:58     |  |
| 19.                                                                                         | «Made in the Shade Voyager» (Ralston Remix) |         | Hexum           | 3:22     |  |
| 20.                                                                                         | «Hidden Track» (Instrumental)               |         |                 | 2:31     |  |
| 72:45                                                                                       |                                             |         |                 |          |  |

| Pista de descarga exclusiva por Pledgemusic.com |                                            |        |                 |          |  |
| N.º                                             | Título                                     | Letras | Voz principal   | Duración |  |
| 17.                                             | «Boom Shanky Transmission» (Ralston Remix) |        | Hexum, Martinez | 2:31     |  |
| 60:31                                           |                                            |        |                 |          |  |

## Personal
Créditos adaptados de las notas del álbum.
| 311 - Nick Hexum – vocalista principal, guitarra - SA Martinez – voces - Chad Sexton – batería, mezclas - Tim Mahoney – guitarra - P-Nut – bajo, coros | Producción - Scotch Ralston – productor, ingeniero, mezclas - Giff Tripp – ingeniero asistente - Joe Gastwirt – masterización |

## Posicionamiento en listas
| Lista (2014)                   | Mejor posición |
| ------------------------------ | -------------- |
| Estados Unidos (Billboard 200) | 6              |